# Claudio Pollio
Claudio Pollio (Napoli, 27 maggio 1958) è un lottatore italiano nella categoria 48 kg stile libero. È stato il primo e unico atleta italiano a vincere un oro olimpico nella lotta libera, a Mosca 1980.

## Biografia
Pollio si avvicinò alla lotta a sedici anni, iscrivendosi al Gruppo dei Vigili del Fuoco. Due anni più tardi vinse gli Europei juniores e il torneo Preolimpico Gherardelli, qualificandosi per le olimpiadi di Montreal 1976 dove raggiunse il secondo turno eliminatorio.
Nel 1979 conquistò il titolo ai giochi del Mediterraneo, guadagnando fiducia per le successive olimpiadi a Mosca che nonostante il boicottaggio degli Stati Uniti d'America vedevano comunque iscritti i più forti lottatori del mondo. A Mosca sconfisse Khishigbaatar e il coreano Jang Se-Hong, limitando i danni contro il sovietico Sergej Kornilayev, campione del mondo in carica. Grazie alla vittoria di Se-Hong contro Kornilayev, vinse l'oro.
L'anno successivo l'argento ai campionati europei di Łódź fu l'ultimo successo internazionale prima del ritiro. Nel 1983 infatti la federazione lo squalifica per un anno per non aver partecipato alle sedute di allenamento a causa del nuovo lavoro in banca trovato dopo la vittoria olimpica. Pollio decise di abbandonare l'attività nonostante il boicottaggio dei paesi dell'est a Los Angeles 1984 gli consentisse di nutrire buone chance per confermare il titolo. Ha comunque continuato l'attività di istruttore nella palestra di Secondigliano dove si è formato.